# 美国第一银行
美国银行的总裁、董事和公司（英語：The President, Directors and Company, of the Bank of the United States），通常被称为美国第一银行（英語：First Bank of the United States），是一家由美国国会于1791年2月25日特许经营20年的美国国家银行。美国第一银行紧随美国第一家事实上的中央银行——北美银行而成立。
美国银行的建立，同联邦铸币和消费税一道成为联邦财政和货币权力扩张的三部分，这些联邦财政和货币改革由第一任财政部长亚历山大·汉密尔顿所倡导。汉密尔顿认为，根据新颁布的《宪法》，有必要建立一个国家银行以稳定和改善国家信用，并改善联邦政府的金融业务。
第一座银行大楼坐落于宾夕法尼亚州费城，位于现今独立国家历史公园内，于1797年竣工，是一个具有历史和建筑意义的国家历史地标。

## 背景
1791年，美国银行是首任财政部长汉密尔顿提议和支持的三大金融改革之一。除成立国家银行外，其他举措还包括联邦政府承担各州战争债务、建立铸币厂和征收联邦貨物稅。汉密尔顿的三项举措的目标是： 
- 在新成立的美国建立财务秩序，清晰度和优先权。
- 国内和海外为这个新国家建立信用。
- 解决美国独立战争之前和期间由大陆会议发行的法定货币-大陆币的问题。

简要地说，汉密尔顿的四个目标是：
- 让联邦政府接管各州政府在独立战争中所欠债务。
- 偿还战争债务。
- 为新政府筹钱。[3]
- 建立国家银行并创建通用货币。[4]

## 提议
根据1790年第一届美国国会第一次会议之前提出的计划，汉密尔顿提议通过出售1000万美元的股票为美国第一银行建立的初始资金，联邦政府将购买第一批200万美元的股票。
汉密尔顿预见到这样的反对意见，说由于联邦政府若没有200万美元将无法实现这一目标的，他建议联邦政府向银行贷款购买股票；贷款将以10个等额的年度分期偿还。其余800万美元的股票将在美国和海外上市。这些非政府采购的主要要求是必须以黄金或白银支付购买价的四分之一；剩余的部分可以用债券、可接受的票据等支付。
根据汉密尔顿的《第一份公共信贷报告》，与英格兰银行不同，美国第一银行的主要职能是向政府和私人利益提供信贷，用于国内建设和其他经济发展。
该业务将代表联邦政府参与——一个征收税款的存管机构，向政府提供短期贷款，以弥补实际或潜在的临时收入缺口，作为外汇流入流出的存放点，被认为是非常重要的，但本质上仍然是次要的。
设立美国第一银行还有其他不可协商的条件。这些条件是：
- 银行将获得自1791年至1811为期20年的特许经营，到期后，国会将决定批准或拒绝更新银行及其特许授权；但在这段时间内，国会不会授权任何其他联邦银行经营；对各州而言，可以自由地特许授权给各州希望的任意多家州内银行进行经营。

- 为避免出现任何不当行为，银行将：
  1. 禁止购买政府债券。
  2. 必须轮流担任董事。
  3. 既不可发行票据，也不能承担超出其实际资本的债务。
- 外国人，无论是在海外还是在美国居住，都可成为美国第一银行的股东，但不允许投票。
- 财政部长可以自由地移除政府存款、检查账簿，并要求为每周一次的关于银行状况的陈述。[9]

为确保政府能够同时满足其政府账户的当前和未来需求，需要一个额外的资金来源，“假设的国家债务的利息支付将在1791年底开始到期……支付这些每年需788333美元，以及……还需要38291美元来弥补现有承诺拨付资金的不足。”为实现这一目标，汉密尔顿重申了他在将近一年前提出的一项建议，即增加进口烈酒的关税，并提高对国内蒸馏威士忌和其他酒的消费税。各州反对这项征税酿成威士忌暴乱。

## 总统批准
乔治·华盛顿最初声明，他犹豫要不要签署《银行法案》使其成为法律。华盛顿要求所有内阁成员，尤其是汉密尔顿，提供书面建议和申明理由。来自弗吉尼亚州的司法部长埃德蒙·伦道夫认为该法案违宪。同来自弗吉尼亚州的杰斐逊同意，认为汉密尔顿的提议既违背了宪法精神，也违背了宪法条文。不同于他的内阁同僚，汉密尔顿来自纽约，他很快就回应了那些声称该银行方案违反宪法者。虽然汉密尔顿的反驳多种多样，但其中最主要的是：
- 政府可以为一个人做什么，它不能拒绝为一个“法人”，一个企业。并且美国第一银行是私人所有，而非政府机构，是一个企业。“因此……毫无疑问，在‘与委托给政府管理的对象有关的’方面，与建立美国公司的主权有关。”

- 任何政府本质上都是主权的，并通过“强制”的“条款”包括实现“目的……的权利，该权利不受《宪法》规定的限制和例外情况的排除……”[11]

1791年2月25日，由于深信宪法授权这项措施 ，华盛顿将《银行法案》签署为法律。
1791年3月19日，华盛顿任命了三名专员托马斯·威灵、戴维·里滕豪斯、塞缪尔·豪厄尔，负责认购这家新银行的股份。
威灵后来于1791年10月25日当选主席，直到1807年11月10日因健康问题辞职。大卫·勒诺克斯接替了他，一直任职到特许截止日期1811年3月4日。

## 特许截止
1795年汉密尔顿离职后，新的财政部长 奥利弗·沃尔科特 向国会报告，考虑到政府当时的财政状况，需要筹集更多的资金。可以通过卖掉政府在银行的股份，或者通过提高税率实现。沃尔科特建议前者。国会很快同意。汉密尔顿反对，认为该股票的股息已被永久（inviolably）承诺，用于支持偿债基金以偿还债务。汉密尔顿尝试组织反对该举措，但未能成功.
1811年，联邦参议院在关于是否更新第一银行的特许经营问题上投票形成平局。副总统乔治·克林顿投票反对更新特许，打破僵局。因此银行的特许经营于1811年结束。
1816年，美国第二银行成功继承了第一银行的角色。

## 拓展阅读
- Danzer, Gerald A.; J. Jorge Klor de Alva; Larry S. Krieger; Louis E Wilson; Nancy Woloch. . ISBN 0-618-37716-6.
- Markham, Jerry. . Armonk: M.E. Sharpe. 2001. ISBN 0-7656-0730-1.
- Perkins, Edwin J.  American public finance and financial services, 1700–1815 (1994) pp. 324–48. Complete text line free （页面存档备份，存于）
- Wilson, George. . Conshohocken: Combined Books. 1995. ISBN 0-938289-56-X.
- Rothbard, Murray. . Auburn, Alabama: Ludwig Von Mises Inst. 2002. ISBN 978-0-945466-33-8.